# Anna van Ewsum

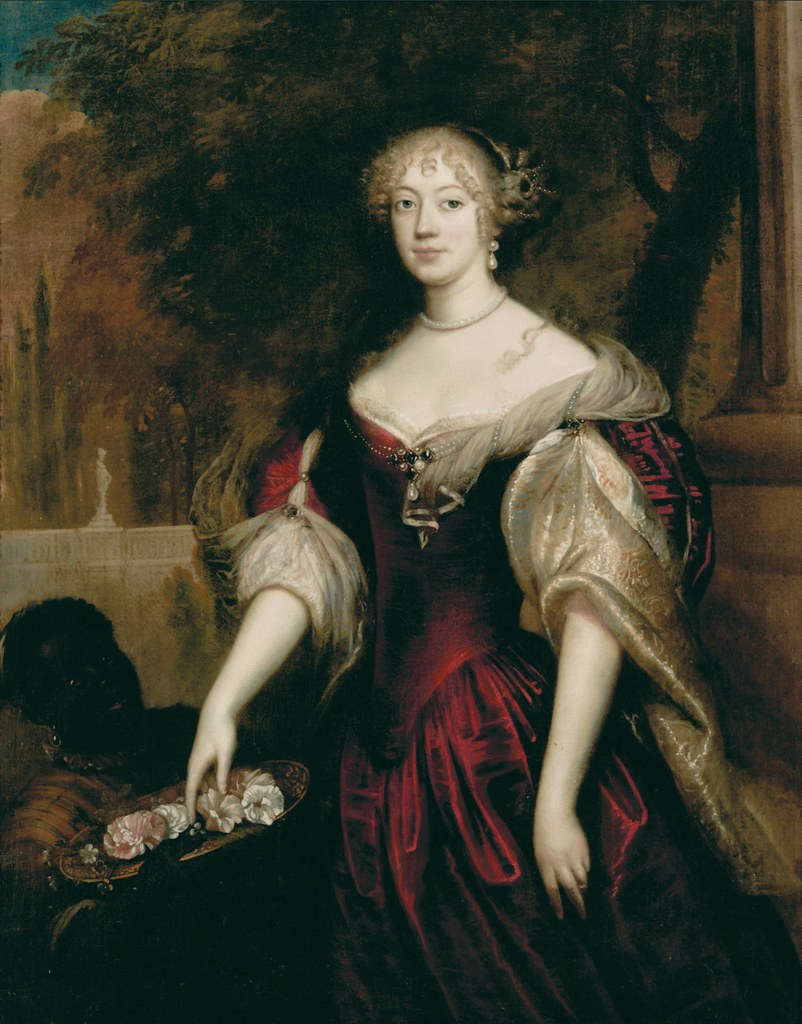
Portret van Anna van Ewsum door Jan de Baen.

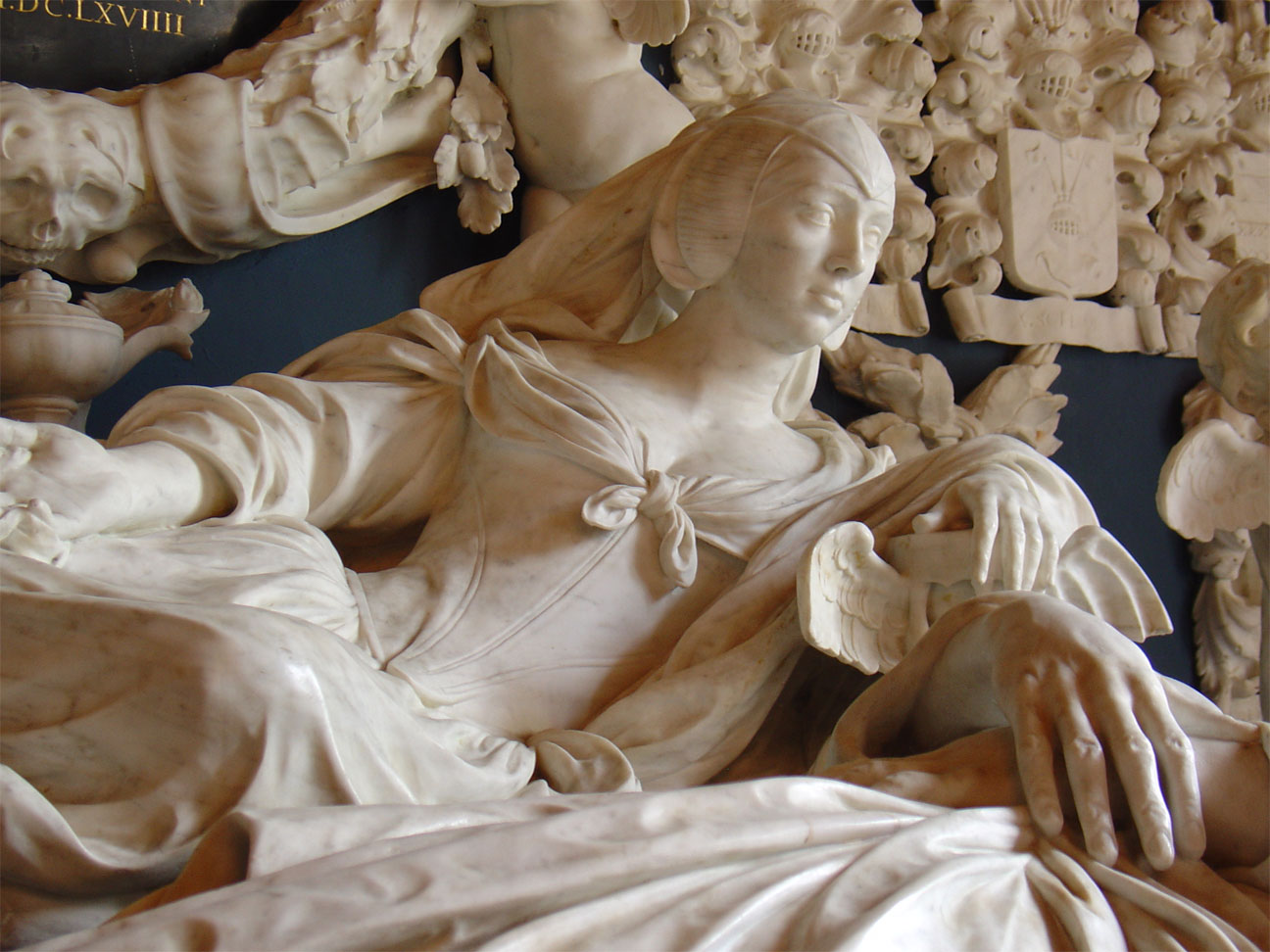
Beeltenis van Van Ewsum op het praalgraf van Van In- en Kniphuisen.

Anna van Ewsum (Nienoord, 1640 - Midwolde, 6 november 1714) was een Groninger jonkvrouwe. Zij is vooral bekend als laatste bewoonster van haar geslacht van de borg Nienoord in Leek.

## Levensloop
Anna was de dochter van Willem van Ewsum, heer van Nienoord, Vredewold en Noordwijk (1608-1643) en Margaretha Beata von Freitagh zu Gödens (1621-1665). Anna was enig kind en de laatste erfgename van een van de belangrijkste adellijke families in de Ommelanden. Na het overlijden van haar vader in 1643 erfde zij Nienoord en bijbehorende landerijen.

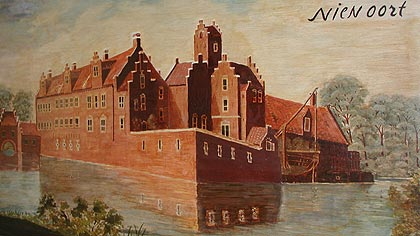
De borg ten tijde van Anna van Ewsum

De moeder van Anna hertrouwde in 1645 met Rudolf Wilhelm von Inn- und Kniphausen. Op haar zeventiende trouwde Anna in 1657 met de jongere broer van haar stiefvader, Carel Hieronymus (1632-1664). Hij was lid van de Staten van Groningen en als zodanig ook afgezant in de Staten-Generaal. Hij stierf echter al in 1664 op 31-jarige leeftijd in Den Haag tijdens de terugkeer van een ambtsreis naar Vlaanderen. Anna gaf nog voor de begrafenis opdracht aan de beeldhouwer Rombout Verhulst om in de kerk van Midwolde een praalgraf op te richten. Het moest, zo staat in het contract, de beide echtelieden bevatten, ‘levensgroot en net uitgehouwen’. De prijs voor het monument: drieduizend rijksdaalders.
In oktober 1665 ondertekende Anna het trouwcontract voor haar huwelijk met Georg Wilhelm von Inn- und Kniphausen (1635-1709), een achterneef van haar eerste man. De huwelijkssluiting vond plaats op 4 mei 1666. Georg Wilhelm werd in 1694 door de keizer van het Heilige Roomse Rijk verheven tot rijksgraaf van Inn- und Kniphausen, wat het stel in aanzien deed stijgen. De Gouden Bul van deze verheffing bevindt zich in het Rijksarchief te Groningen. Uit dit huwelijk werden in elk geval drie kinderen geboren. Slechts één zoon zou zijn kindertijd overleven: de op 22 februari 1669 geboren Carel Ferdinand. Hij werd 48 jaar. De familienaam luidde vanaf de zeventiende eeuw in Nederland meestal 'Van In- en Kniphuisen.'
Het echtpaar was zeer kunstminnend en stond er financieel zeer goed voor. De venen van Nienoord leverden winsten op van tussen de 12.000 en 20.000 gulden, terwijl de houtveilingen nog eens 5000 gulden of meer opleverden. De borg werd verfraaid, bijvoorbeeld door wandschilderingen van Herman Collenius en portretten van Jan de Baen. Door de inkomsten kon de schuld die deel uitmaakte van de erfenis van Anna worden afgelost. Echter, na het overlijden van haar tweede man in 1709 bleek dat deze in zijn testament ook had beschikt over Nienoord. Dit dwong haar om het testament aan te vechten, wat haar ook lukte.

## Overlijden
Anna overleed op 6 november 1714 en werd bijgezet in het praalgraf bij haar twee echtgenoten. Nienoord ging over op haar enige zoon Carel Ferdinand. In 1737 overleed diens kleinzoon J(oh)an Carel Ferdinand zonder kinderen na te laten, en daarmee stierf deze tak van de familie uit.